# Ган, Эдуард Львович
Эдуард (Евграф) Львович Ган (1817—1891) — немецкий архитектор, академик архитектуры Императорской Академии художеств, смотритель дворцово-паркового ансамбля Петергофа. Автор ряда зданий и сооружений, которые во многом определили облик дореволюционного Петергофа.

## Биография
Был Вюртембергским подданным; родился 7 июля 1817 года в Хайльбронне. Учился в Императорской Академии художеств, которую окончил в 1842 году со званием неклассного художника за «проект художественного музея» и др. работы. Был признан «назначенным в академики» (1852). Избран в академики (1857).
Эдуард Ган проработал в царской резиденции около 50 лет. Смотритель дачи Александрия и мызы Знаменка (1842), числился по штату «каменных дел мастером» в петергофском дворцовом правлении (1845), комиссар дачи Александрия (1860), архитектор императорских петергофских дворцов (1883).
Статский советник. Имел награды: орден Святого Станислава 3-й (1859) и 2-й степеней (1864); орден Святого Владимира 4-й (1880) и 3-й степеней; орден Святой Анны 2-й и 3-й степеней; Датский крест 2-го класса; греческий орден Спасителя.
Умер 4 (16) мая 1891 года. Был похоронен на Троицком кладбище Старого Петергофа.
Архитектору посвящён фильм из цикла "Красуйся, град Петров" 4 сезон 5 серия "Петергоф, зодчий Эдуард Ган", 2013 г.

### Проекты и постройки
- «План, фасад и сметы предполагаемой постройки вновь каменного Дворцового лазарета в Петергофе и переделки старого деревянного лазарета под Аптеку» (1843, проект не осуществлён);
- Аптека. Санкт-Петербургский проспект, 24 (частично сохранилась);
- Дом смотрителя казенных зданий;
- Купеческая пристань (надзор над строительством);
- Царская мельница. Сторожка. Мельничная улица, 1 / Луговой парк, 3А (1847—1848)[7];
- Зверинец в Егерской слободе Старого Петергофа (1848);
- Фельдъегерский домик. Парк Александрия, 15 (1856)[8];
- Банный корпус в Монплезире (1865);
- Китайский садик. Фонтан «Раковина». Нижний парк, 22 (1865—1866)[9];
- Банный корпус. Кухонный корпус. Нижний парк, 18 (1866)[10];
- Дача композитора А. Г. Рубинштейна. Знаменская улица, 29х (1874)[11];
- Мужская гимназия. Санкт-Петербургский проспкт, 43 (1879)[12];
- Проект дома для Бедных в Егерской слободе (1889);
- Богадельня в память Императора Николая I. Петергофская улица, 4 / переулок Ломоносова, 2х (1891)[13].

## Семья
С 4 января 1846 года был женат на сестре В. Х. Лемониуса, Елизавете Христиановне (Christine Elisabeth) (26.02.1822 — 13.10.1899). Их дети: 
- Фердинанд Вильгельм-Адольф Эдуардович (1848—?)
- Адольф-Николай Эдуардович (1850—?)
- Александра-Амалия-Антонина Эдуардовна (1852—?)
- Эдуард-Людвиг Эдуардович (1854—?)